# Florenz Ziegfeld
Florenz Ziegfeld Jr. (Chicago, 21 de março de 1869 — Nova Iorque, 22 de julho de 1932) foi um produtor teatral norte-americano das primeiras décadas do século XX. 
Seus espetáculos da série Ziegfeld Follies tiveram 24 edições, até que o cinema sonoro decretou seu fim, em 1931.
Muitos artistas famosos trabalharam para Ziegfeld antes do estrelato: Mae Murray, Paulette Goddard, Fanny Brice e Maurice Chevalier, entre outros.